# 曽根城 (美濃国)
曽根城（そねじょう）は、岐阜県大垣市にあった戦国時代の日本の城。大垣市指定史跡。
旧字を用いて曾根城とも表記される。春日局ゆかりの地である。

## 概要
後述の華渓寺所蔵の「濃州曽根古城跡図」によれば、本丸の東に二の丸があり、内堀と外堀、城下町を囲む惣堀を備え、家老屋敷、侍屋敷、町屋などが並んでいたとみられる。本丸は1000坪、二の丸を含めると4,000ないし5,000坪の規模だったと推定されている。

## 歴史
- 築城は永禄年間（1558年 - 1569年）、稲葉良通（一鉄）による。
- 本能寺の変後、稲葉一鉄は豊臣秀吉の不審を買い、現在の揖斐郡揖斐川町清水に退く。その後、1588年（天正16年）、西尾光教が城主となる。
- 関ヶ原の戦いでは、西尾光教は東軍に属す。西軍の島津義弘の兵が城下に火を放ち、銃撃するという示威行為を行う。水野勝成が援軍に駆けつけ反撃をしている。
- 関ヶ原の戦い後、西尾光教はその功績により、揖斐陣屋（揖斐城の近く。現在の揖斐川町三輪）に移り、1601年（慶長5年）廃城される。

## 春日局との関係
- 春日局の父は明智光秀の重臣であり甥（実際には従弟）とも言われる斎藤利三で、母は稲葉良通（一鉄）の娘である。後に稲葉正成の妻となっている。
- 華渓寺に伝わる古地図には、斎藤利三の住居が記載されている。娘の春日局もこの地で誕生したという説もあるが、利三は当時、主君の明智光秀に従い、丹波国の黒井城にいる。

## 所在地
- 岐阜県大垣市曽根町1丁目

## 現在
- 本丸址には現在華渓寺という寺院がある。この寺は、稲葉一鉄が母親の菩提寺として建立した寺で、1734年（享保19年）にこの地に移転した[2]。
- 1989年の発掘調査の結果、華渓寺の北側より石垣や土塁などが発見されている。これらは保存のため埋め戻され、地上に復元されている[3]。
- 当地出身の江戸時代の漢詩人梁川星巌とその妻である紅蘭を記念した、梁川星巌記念館がある。
- 東側の平野井川堤防には明治22年決壊之地の碑がある。公園内の池は碑に記された決壊の前の決壊の時に形成されたもので、押堀（おっぽり）という名称である。

## 曽根城公園
- 一帯は曽根城公園として整備されている[4]。約20,000m2の敷地に約4,000m2の池（湿地）があり、約80種、約1万6千株のハナショウブがある。
- 毎年6月上旬、曽根城花しょうぶ祭が開催される。
- 天然記念物のハリヨの生息地である。

## 画像

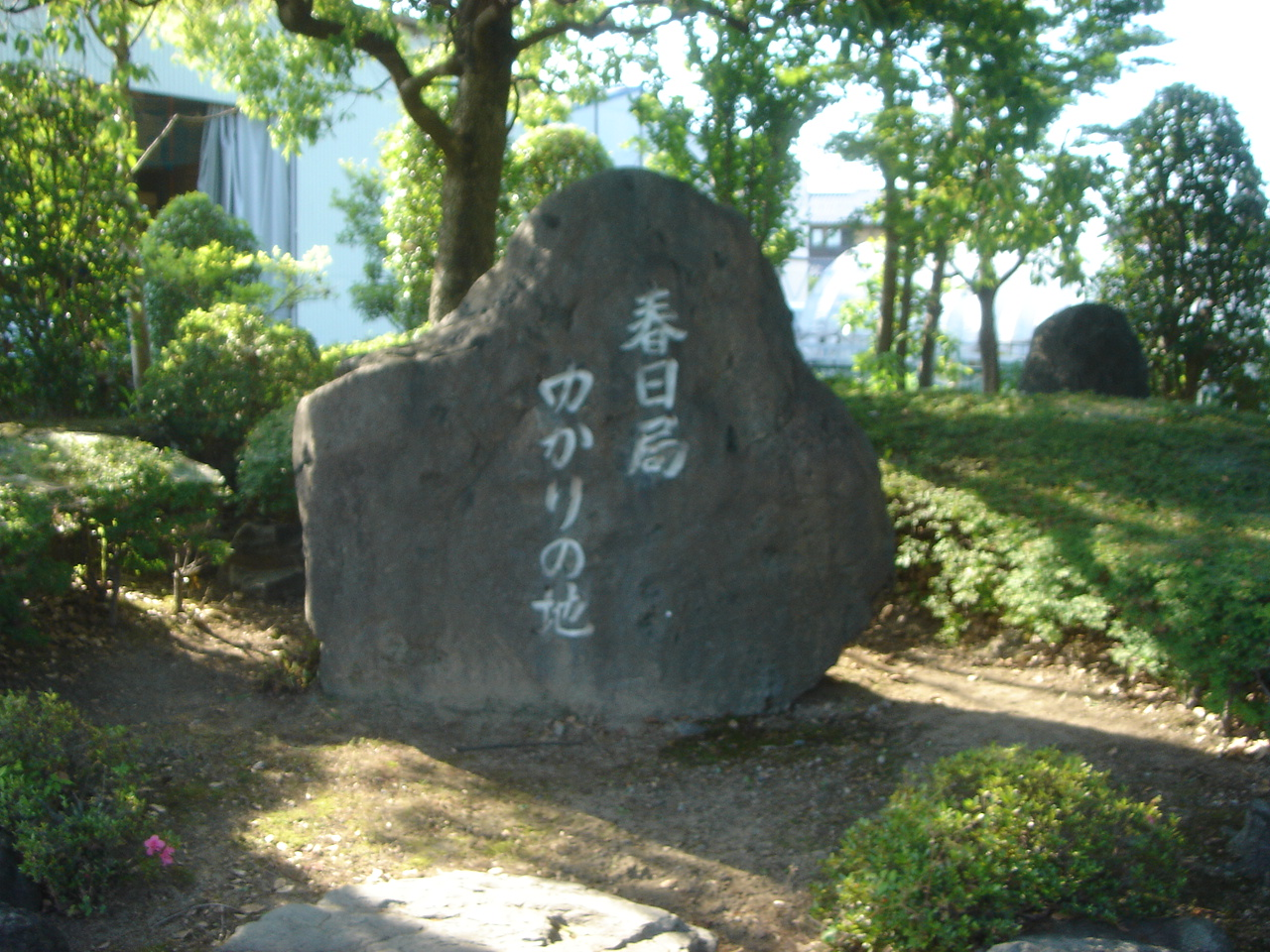
春日局ゆかりの地の石碑（2007年撮影）
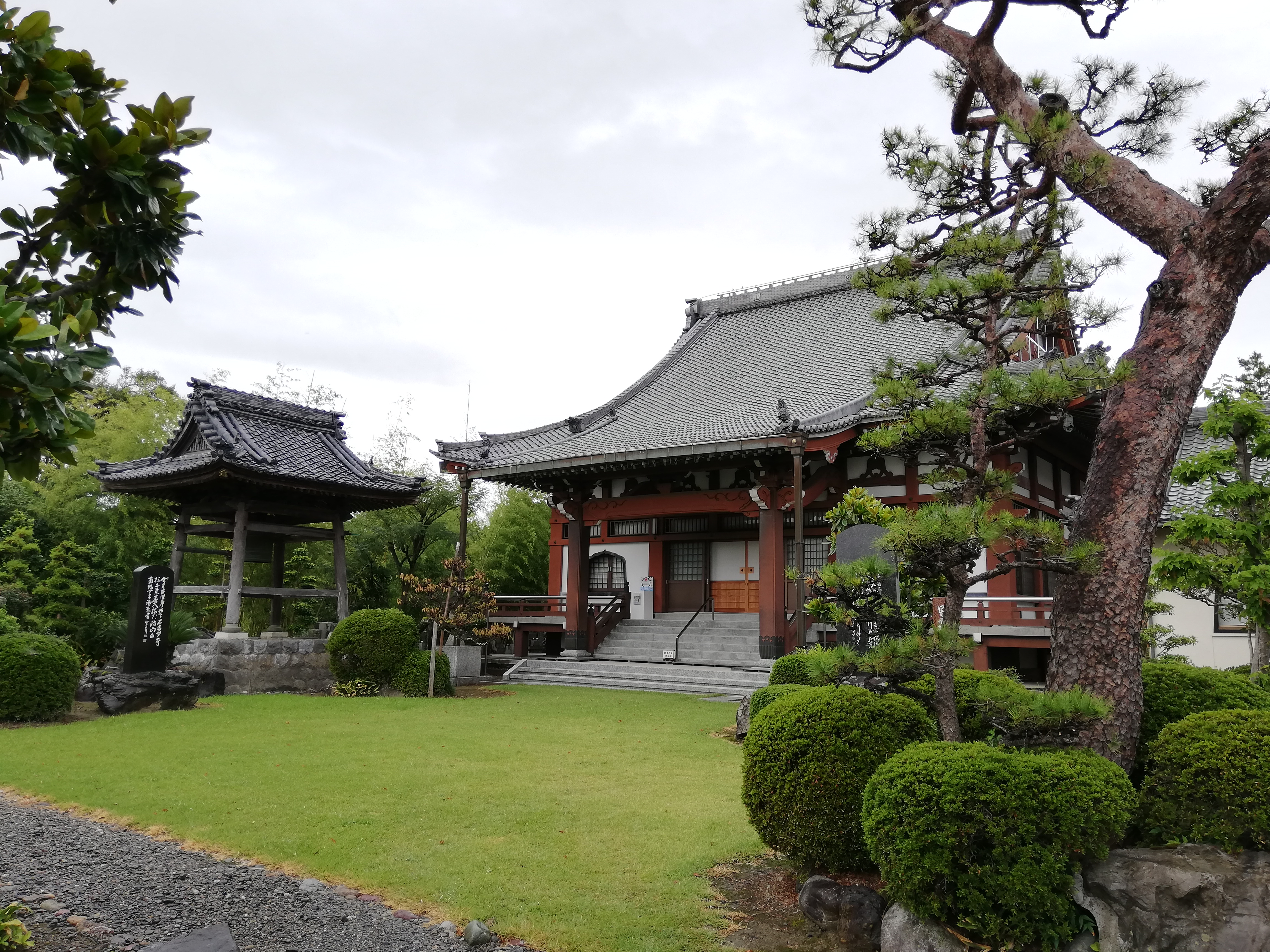
華渓寺境内（2019年撮影）
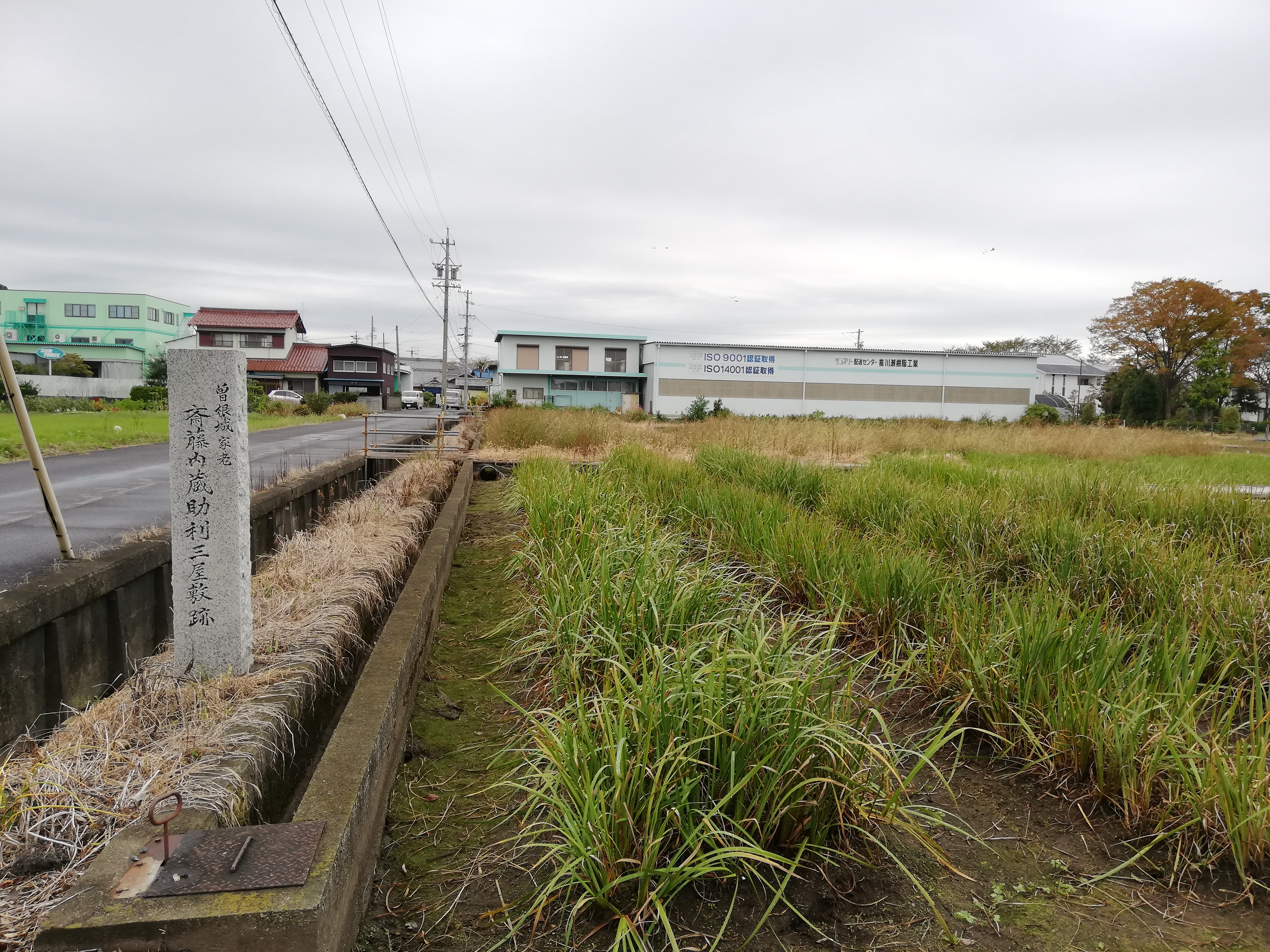
斎藤利三屋敷跡の菖蒲園（2019年撮影）
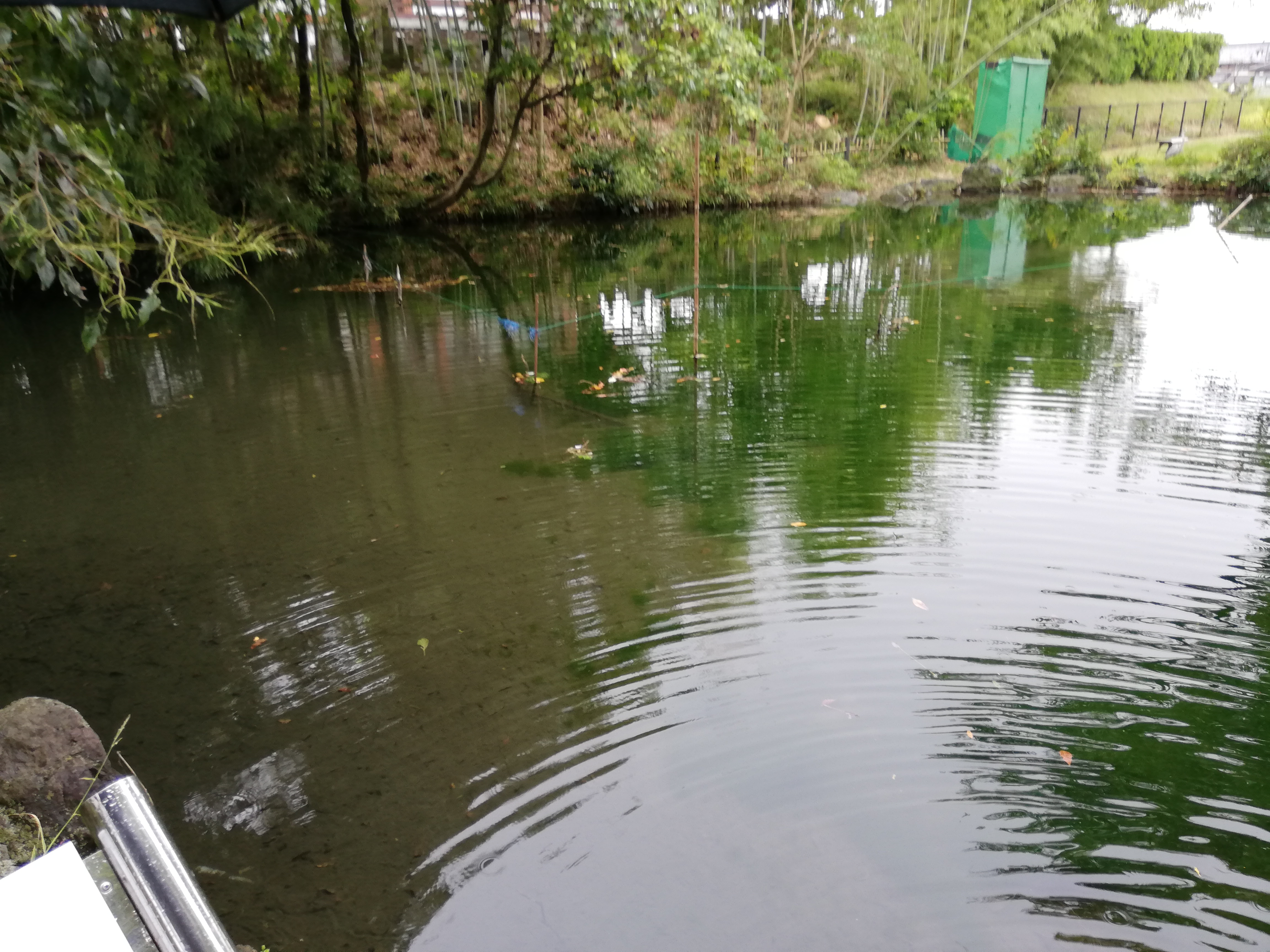
曽根城公園のハリヨ池（2019年撮影）
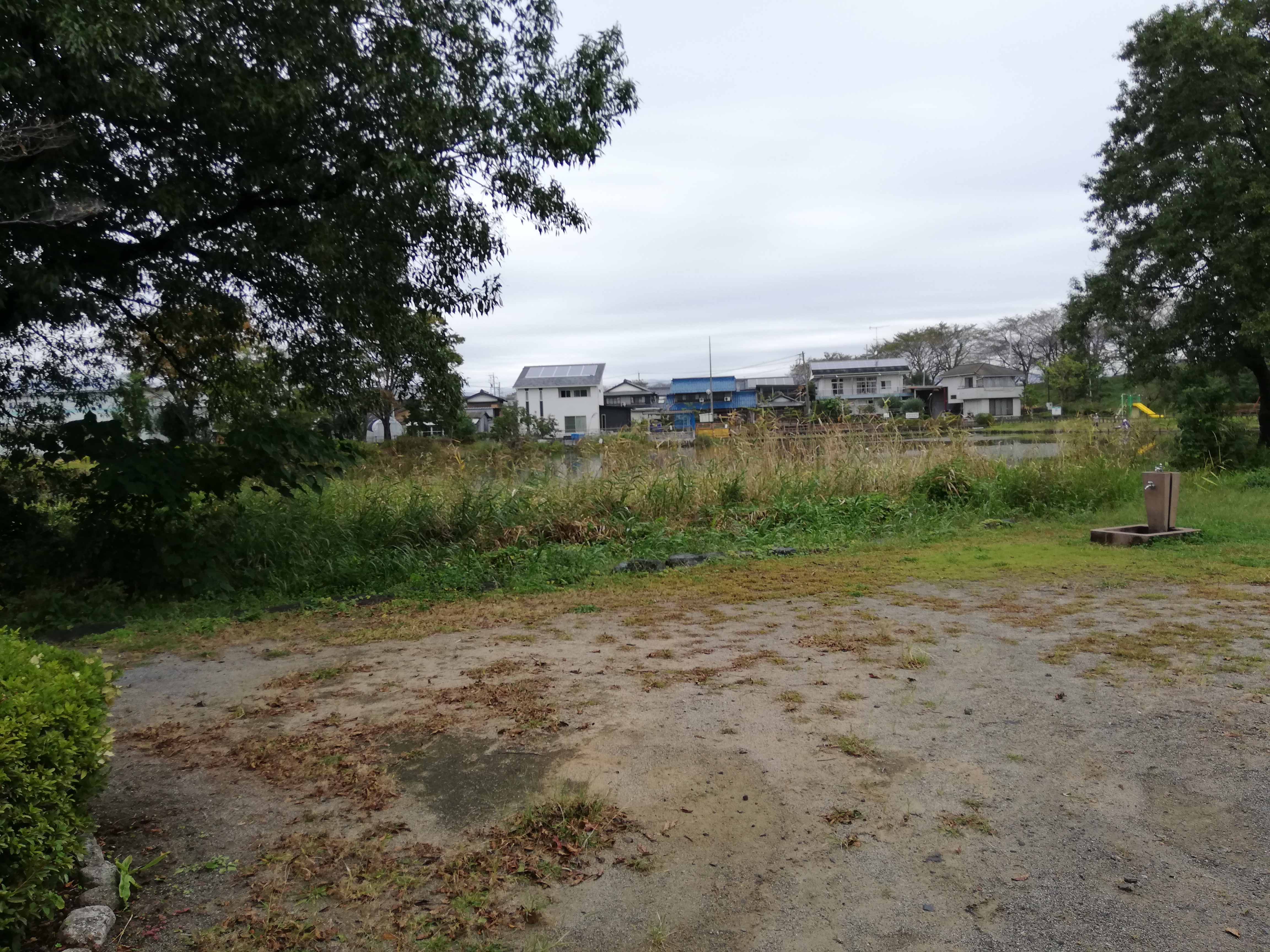
曽根城公園の押堀（2019年撮影）
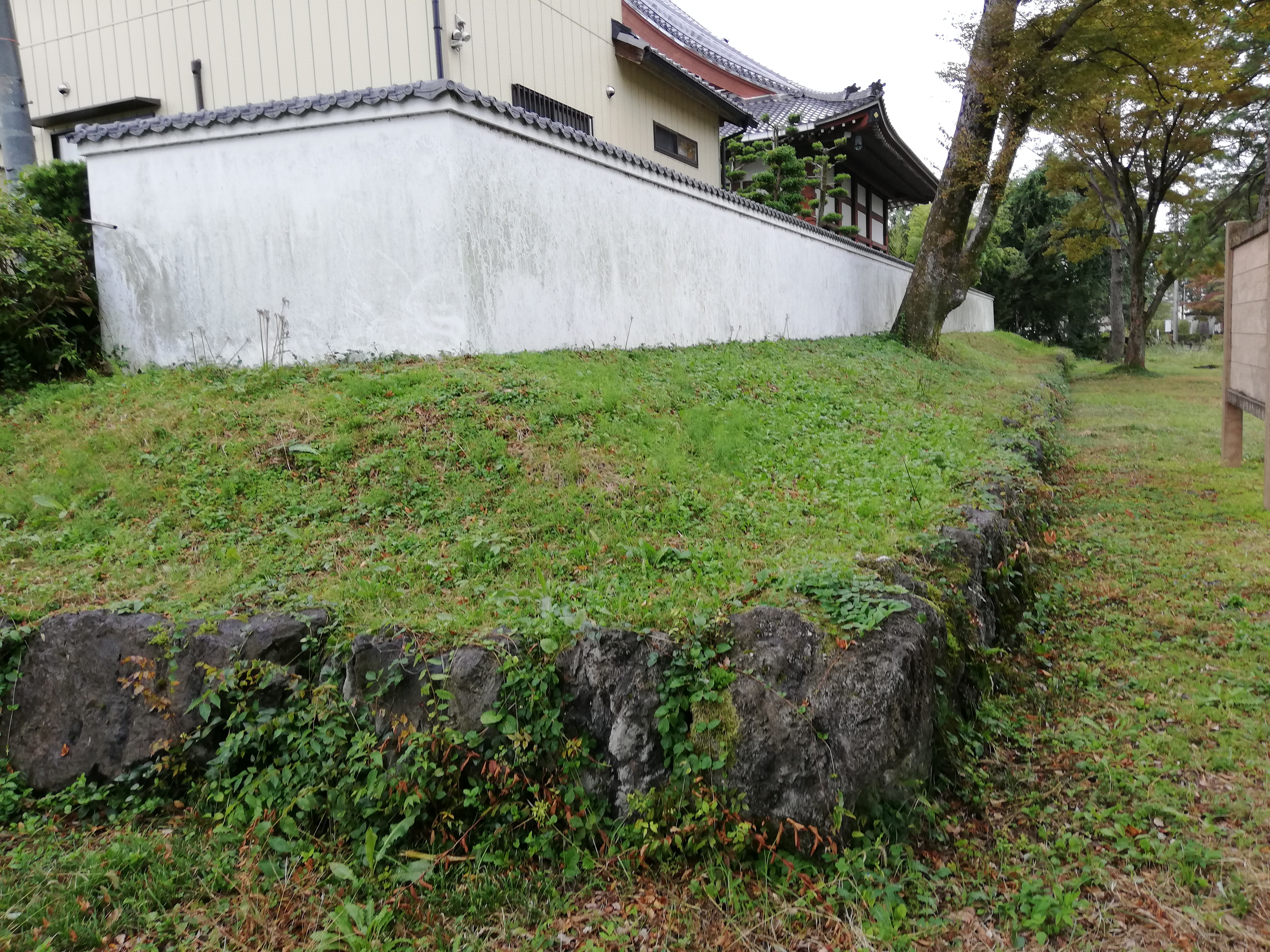
曽根城本丸跡の土塁と石垣（2019年撮影）

## 交通機関
- 大垣駅前バスのりば1番のりばより名阪近鉄バス「大野バスセンター」行きで「曽根」または「未来精工前」バス停下車。徒歩15分。